# Jack Fishman
Jack Fishman (* 30. September 1930 als Jacob Fiszman in Krakau; † 7. Dezember 2013 in Southampton, New York) war ein polnisch-amerikanischer Pharmakologe.

## Leben
Jack Fishman wurde 1930 in Krakau geboren, verließ jedoch aufgrund der Besetzung durch die Nationalsozialisten im Alter von acht Jahren zusammen mit seinen Eltern das Land und verbrachte die nächsten Jahre in Shanghai. Im Alter von 18 Jahren ging er in die Vereinigten Staaten und studierte bis 1950 an der Yeshiva University Chemie. 1952 erlangte er den Master in Chemie an der Columbia University, ehe er 1955 an der Wayne State University promovierte. 1961 entwickelte er zusammen mit Mozes J. Lewenstein das Arzneimittel Naloxon. Außerdem erforschte er die Steroide und beschäftigte sich mit der Rolle von Estrogenen bei Brustkrebs. Fishman lehrte am Albert Einstein College of Medicine der Yeshiva University und leitete das Labor für biochemische Endokrinologie der Rockefeller University. 1982 wurde er mit dem John Scott Award ausgezeichnet. Ab 1988 leitete er das Pharmaunternehmen Ivax. Fishman beriet darüber hinaus die Weltgesundheitsorganisation und die National Science Foundation.